# Wu-Tang Clan
Wu-Tang Clan est un groupe de hip-hop américain formé en 1992, originaire de New York. Les dix membres qui le composent sont originaires des quartiers new-yorkais de Staten Island et de Brooklyn. Wu-Tang Clan se présente et se lance sous plusieurs groupes et artistes affiliés, connus sous le nom collectif de Wu-Tang Killa Bees.
En 2008, About.com le classe « meilleur groupe de hip-hop de tous les temps ». Kris Ex de Rolling Stone considère Wu-Tang Clan comme le « meilleur groupe de rap qui ait jamais existé. » En 2004, NME les considère comme le groupe le plus influent de ces dix dernières années.

## Biographie

### Formation (1992)
Wu-Tang Clan est formé au début des années 1990 avec RZA, de facto meneur et producteur du groupe. RZA et Ol' Dirty Bastard adoptent le nom du groupe (« le clan du Wu Tang ») qui s'inspire du film Shaolin and Wu Tang. Le premier album du groupe s'inspire du thème Shaolin vs. Wu-Tang, divisant l'album en deux sections : Shaolin et Wu-Tang.

### Enter the Wu-Tang(1992–1996)
Le Wu-Tang Clan se popularise en 1992, après la publication de leur single Protect Ya Neck, en particulier après leur tournée avec Kat Nu et Cypress Hill. Dans l'impossibilité de trouver un label qui pourrait signer Wu-Tang Clan tandis que les autres membres enregistrent en parallèle leurs albums solo sous d'autres labels, Loud/RCA accepte finalement, et fait paraître leur premier album, Enter the Wu-Tang (36 Chambers), en novembre 1993. L'album est acclamé par la presse spécialisée, et est, en date, considéré comme l'un des meilleurs albums de hip-hop/rap de tous les temps,,. Le succès de Enter the Wu-Tang: 36 Chambers établit le groupe comme force créative et influence de la scène hip-hop au milieu des années 1990, permettant ainsi à Ol' Dirty Bastard, GZA, RZA, Raekwon, U-God, Method Man, et Ghostface Killah de négocier leurs contrats en solo. RZA explique la manière dont Wu-Tang Clan conclut ses contrats : « On a réinventé la structure du hip-hop, et ce que je veux dire c'est que, vous avez un groupe signé à un label, mais l'infrastructure du contrat reste la même […] On pouvait négocier avec tous les labels qu'on voulait, comme Meth avec Def Jam, Rae avec Loud, Ghost avec Sony, GZA avec Geffen Records, vous pigez ? […] Et tous ces labels créditaient « Razor Sharp Records » […] Wu Tang était dans le business financier. »
RZA est le premier à suivre le succès de Enter the Wu-Tang grâce à un projet musical parallèle, Gravediggaz, avec Prince Paul et Frukwan (de Stetsasonic) et Poetic. Gravediggaz fait paraître 6 Feet Deep en août 1994, un classique dans l'univers du sous-genre horrorcore. En novembre 1994, Method Man publie son album solo Tical. Il est entièrement produit par RZA, qui, dans la majeure partie de l'album, utilise entre autres des textures agressives similaires à celles de 36 Chambers. La chanson All I Need extrait de Tical remporte le prix de « meilleure performance rap d'un duo ou groupe » lors des Grammy Awards en 1998. Après la publication de Tical par Method Man, Ol' Dirty Bastard est le prochain membre à lancer sa carrière solo. Son premier album, Return to the 36 Chambers: The Dirty Version est publié en mars 1995, et est considéré comme un classique du hip-hop.
En été 1995, Raekwon publie Only Built 4 Cuban Linx…, et GZA Liquid Swords, des projets solos salués par la critique. Près d'un an après la publication de Liquid Swords, Ghostface Killah publie son premier album solo, Ironman à la fin d'octobre 1996. L'album est félicité par la presse spécialisée, et considéré comme l'un des meilleurs albums solo de Wu-Tang.

### Wu-Tang Foreveret diversification (1997–2000)
Leurs carrières solos fermement établies, Wu-Tang Clan se rassemble pour publier son double-album certifié disque de platine Wu-Tang Forever, en juin 1997, débutant à la première place des classements Billboard. Le premier single extrait de l'album, Triumph, dure cinq minutes, présentes neuf versets (un de chaque membre et de Cappadonna). Le style musical de l'album est similaire aux trois précédents. Selon Nielsen Soundscan, l'album dénombre plus de 8,3 millions d'exemplaires vendus dans le monde. Après Wu-Tang Forever, l'empire Wu-Tang s'occupe de promouvoir ses nouveaux artistes affiliés. Le proche associé du groupe Cappadonna participe à l'enregistrement de The Pillage en mars 1998. Peu après, Killah Priest, un autre associé proche du Clan, publie Heavy Mental. Les groupes affiliés Sunz of Man et Killarmy publient également des albums bien accueillis par la presse spécialisée, suivis par The Swarm (album) (en), une compilation de ces artistes affiliés au groupe, et de nouvelles chansons des membres en solo. The Swarm (album) (en) est certifié disque d'or par la RIAA.
La seconde lignée d'albums solo de Wu-Tang est présentée par cinq membres déjà présents dans le groupe, à l'exception de Masta Killa. En l'espace de deux ans, Bobby Digital In Stereo de RZA, Tical 2000: Judgement Day et Blackout! avec Redman, Beneath the Surface de GZA, Tical 2000: Judgement Day de Method Man, Nigga Please de Ol' Dirty Bastard, Golden Arms Redemption de U-God, Immobilarity de Raekwon, Supreme Clientele de Ghostface Killah, et Uncontrolled Substance d'Inspectah Deck sont publiés. RZA compose également la bande-originale du film Ghost Dog : La Voie du samouraï (Ghost Dog: The Way of the Samurai), réalisé par Jim Jarmusch.
La chute des produits estampillés Wu-Tang entre 1997 et 2000 est considérée par certains critiques comme le résultat d'une saturation commerciale responsable du déclin de Wu-Tang.

### The WetIron Flag(2000–2001)
Le groupe se réunit pour la publication de The W, sans Ol' Dirty Bastard, emprisonné en Californie pour avoir violé les termes de sa probation. Même emprisonné, ODB réussit à participer à la chanson Conditioner avec Snoop Dogg. Les parties vocales de ODB sont enregistrées aux parloirs. The W est bien accueilli par la presse spécialisée.
En 2001, Wu-Tang Clan publie l'album Iron Flag. À l'origine présenté sur l'album, Cappadonna est absent de la couverture. Ceci est sans doute lié aux tensions qui subsistent entre lui et le groupe lorsqu'il a été révélé que le manager de Cappadonna était un policier infiltré. En ce temps, Method Man commence sa carrière d'acteur avec Redman, dans le film comique How High.

### Décès de Ol' Dirty Bastard (2002–2005)
La carrière de Ol' Dirty Bastard au sein de Wu-Tang est marquée par son comportement erratique. Aux Grammy Awards de 1998, il conteste leur perte du Grammy du « meilleur album de rap » (qui est finalement remporté par Puff Daddy) en interrompant le discours de Shawn Colvin. Également, les démêlés de ODB avec la justice sont particulièrement publiés par la presse — il est appréhendé à de multiples reprises notamment pour agressions, vols dans un supermarché, port d'un gilet pare-balles, et possession de cocaïne. À la fin de 2000, Ol' Dirty Bastard réussit à échapper à la police, mais sera appréhendé un mois plus tard à Philadelphie. En avril 2001, il est jugé pour deux à quatre ans de prison. Le 13 novembre 2004, ODB s'effondre au studio d'enregistrement de Wu-Tang, 36 Chambers on West 34th Street de New York, et est par la suite déclaré mort tard dans la nuit à la suite d'une overdose accidentelle.

### 8 Diagrams(2006–2010)
Le 25 juin 2006, Inspectah Deck publie un album intitulé The Resident Patient, un avant-goût de son album The Rebellion, considéré comme son dernier album solo. Fin 2006, Masta Killa publie son second album, Made in Brooklyn, chaleureusement accueilli par la presse spécialisée ; idem pour Method Man et la publication de 4:21… the Day After. En été 2007, Raekwon sort la suite de son album publié en 1995 Only Built 4 Cuban Linx, intitulé Only Built 4 Cuban Linx… Pt. II. L'album devait être publié par le label de Dr. Dre, Aftermath Records. Ghostface Killah publie son septième album The Big Doe Rehab en décembre 2007, et une semaine plus tard, Wu-Tang publie l'album intitulé 8 Diagrams au label SRC Records de Steve Rifkind. L'album marque la participation officielle de Cappadonna dans le groupe. Dans une entrevue avec MTV.com, Ghostface Killah confie ses divergences avec RZA expliquant prévoir notamment la sortie de 8 Diagrams en même temps que The Big Doe Rehab, mais que RZA avait programmé la sortie une semaine plus tard. 8 Diagrams est accueilli d'une manière mitigée par les fans et la presse spécialisée, et est considéré comme l'album le plus expérimental de RZA en date. Raekwon et Ghostface Killah, mécontents de l'album, proposent l'enregistrement d'un album groupé intitulé Shaolin vs. Wu-Tang sans RZA. L'album deviendra finalement le cinquième album solo de Raekwon, Shaolin vs. Wu-Tang.
En 2009, U-God publie son troisième album solo Dopium, qui fait participer bon nombre de membres et affiliés de Wu-Tang ; il est très bien accueilli par la presse spécialisée. Une semaine plus tard est publié Wu-Tang Chamber Music, un projet parallèle exclusivement produit par RZA. Le premier single extrait de Chamber Music s'intitule Harbor Masters avec Ghostface Killah, Inspectah Deck, et AZ. En juin 2009, dans le but d'amener un peu plus de clarté, RZA explique, concernant l'album : « Je crois que le titre Chamber Music est plus que compréhensible. Cette musique ne sort pas des murs de la chambre, ou de l'esprit de Wu-Tang pendant la période [Enter the Wu-Tang (36 Chambers)]. Mais ce n'est pas un album de Wu-Tang. Tous ceux de Wu-Tang ne sont pas présents. Mais ça ne peut pas être classé ailleurs que dans la catégorie Wu-Tang. » Des divergences sur l'album Shaolin vs. Wu-Tang refont surface en juillet 2009. Sur MTV.com, Method Man révèle son intention de produire un album séparé avec Ghostface Killah et Raekwon.
Peu après, Ghostface Killah apporte plus de détails : il participera à l'album avec Method Man et Raekwon. Le titre, annoncé en trois bandes-annonces (réalisées par Rik Cordero), est Wu-Massacre. Ghost annonce les enregistrements pour fin 2009 ou janvier 2010.
L'album est repoussé de décembre à mars 2010 ; le single Meth vs. Chef Part II est publié après l'annonce. Produit par Mathematics (en), il s'agit d'une version revisitée du titre Meth vs. Chef extrait de l'album solo de Method Man Tical. Raekwon confirme que Shaolin vs. Wu-Tang sera son prochain album solo et que Wu-Massacre sera un projet à part.

### A Better Tomorrow(2013–2016)
Le 29 juin 2011, Raekwon annonce un nouvel album du groupe dont les enregistrements entrent en première phase. Ghostface Killah programme l'album pour mai 2012. Cependant, les membres ne s'accordent pas. GZA désapprouve la publication d'un nouvel album ; RZA explique qu'un nouvel album du Wu-Tang Clan serait une bonne chose pour célébrer le vingtième anniversaire du groupe, même si Raekwon en doute.
Le 9 janvier 2013, Wu-Tang Clan annonce officiellement les débuts des enregistrements de leur album. Au début de mars 2013, Method Man annonce que le Clan prévoit la sortie de l'album en 2013 en parallèle à la célébration de leur vingt ans d'existence depuis la publication de 36 Chambers. Cappadonna annonce que les enregistrements s'effectueront à New York, Los Angeles et à la Wu Mansion dans le New Jersey. RZA explique avoir proposé à Adrian Younge de collaborer sur une chanson de l'album. Le 11 avril 2013, le titre de leur sixième album est annoncé comme étant A Better Tomorrow et est prévu pour juillet 2013. Fin avril 2013, le Clan joue au Coachella Valley Music and Arts Festival. Le 17 mai, une chanson inédite intitulée Execution in Autumn est publiée sur le site du label de RZA, Soul Temple Records. Ils jouent au HOT 97 Summer Jam dans le MetLife Stadium du New Jersey, vingt ans après leur premier concert au Summer Jam.
En juin 2013, RZA explique que tous les membres du Clan, à l'exception de Raekwon et GZA, s'investissent dans l'album A Better Tomorrow, et que les enregistrements sont presque terminés. Des couplets inédits de Ol' Dirty Bastard seront présents sur l'album. Il explique également espérer une date de sortie pour novembre 2013. En juillet 2013, Cappadonna indique que l'album est à moitié terminé. En novembre 2013, RZA publie une mise à jour de l'album, attribuant les efforts à Method Man, Cappadonna, U-God et Masta Killa, et souhaitant plus d'effort de la part de Ghostface, Raekwon et GZA. Method Man explique que Raekwon ne s'est pas investi dans l'album, et que Ghostface a à peine enregistré deux chansons. Fin novembre, RZA compte environ six semaines pour les sessions d'enregistrements. En janvier 2014, le groupe poste un message sur Facebook expliquant : « Le nouvel album de la Wu A Better Tomorrow sort bientôt ». Le 3 octobre 2014, l'album est prévu pour le 2 décembre 2014 chez Warner Bros. Records.
Le groupe publie un nouvel album intitulé Once Upon a Time in Shaolin le 8 octobre 2015, mais un seul et unique album est vendu à un riche entrepreneur, Martin Shkreli, dont la vente est conclue en mai, pour un montant de deux millions de dollars. Les membres du Clan expliquent n’avoir appris qu’après et qu’ils avaient fait affaire avec « l’homme le plus détesté de l’année 2015 », selon les mots de Wired. Si bien qu’ils décident d’en donner une « portion significative » à des associations de charité. L'authenticité de l'album a été plusieurs fois remise en cause. Domingo Neris, manager de U-God, affirme que Once Upon a Time in Shaolin « n’est pas un album autorisé du Wu-Tang Clan. […] Et ce ne l’a jamais été ». James Ellis, le manageur de Method Man, est sur la même longueur d'onde et précise que les couplets présents sur Once Upon a Time in Shaolin « étaient destinés à un album de Cilvaringz. […] Comment est-ce que c’est devenu un album du Wu-Tang à partir de là ? Nous n’en avons aucune idée ». Killa Sin, membre de la famille « Wu Fam », était lui aussi présent lors des sessions d’enregistrement avec le producteur Cilvaringz et ne pensait pas travailler sur un album du Wu-Tang : « La façon dont ça a été présenté, c’était pensé pour être son album, il voulait que je fasse quelques trucs pour lui ».

### Silicon ValleyetThe Saga Continues(depuis 2017)
En juin 2017, une chanson inédite du groupe est présente dans un épisode de la saison 4 de la série Silicon Valley. Il s'agit de Don’t Stop, composé par RZA, dans lequel Raekwon, Method Man et Inspectah Deck font de nombreuses références aux années 1990, tout en insistant sur un positionnement contemporain.
En octobre 2017, le groupe publie une nouvelle compilation d'inédits, The Saga Continues, entièrement produite par Mathematics (en) et sortie sur le label Entertainment One. Cet opus collectif contient des couplets de tous les membres du Wu (Ghostface Killah, Method Man, GZA, Raekwon, Inspectah Deck et Masta Killa) y compris Ol' Dirty Bastard - décédé en 2004 mais présent sur le morceau If What You Say Is True - mais sans U-God ; ainsi que des apparitions notamment de Redman, Streetlife, Killah Priest, Hue Hef ou encore Sean Price.
Depuis 2019, une série télévisée revient sur la vie du groupe. Wu-Tang: An American Saga est diffusée sur Hulu.

### Claudine(2023)
Le 20 octobre le groupe publie un nouveau single, Claudine, interprété par Method Man, Ghostface Killah et la chanteuse hollandaise Nicole Bus, produit par Mathematics (en).
Ce titre avait été annoncé par RZA et joué pour la 1re fois en juillet 2023 dans l'émission Sway In The Morning.

## Imagerie
Le Wu-Tang Clan reprend dans ses textes de grands thèmes du rap américain que sont la pauvreté, la drogue et la conscience noire. Ils incarnent parfois le mythe du macho noir semant la terreur dans les rues. La plupart des membres bénéficient d'une certaine culture. Tout comme GZA est un amateur du jeu d'échecs, beaucoup pratiquent un art martial et sont imprégnés par la mythologie asiatique qu'ils reproduisent dans leur rap. Tout d'abord à travers les films hongkongais qu'ils allaient voir dans les cinémas de Chinatown[réf. nécessaire]. L'imagerie orientale est un thème récurrent du groupe à travers des passages de dialogue de films de kung-fu ou plus simplement le nom du groupe : Wu-Tang, nom d'une montagne constellée de temples taoïstes, l'un des deux lieux mythiques des arts martiaux chinois avec le monastère bouddhiste de Shaolin. Ils sont par ailleurs, et cela vaut aussi pour les membres les plus médiatisés du groupe tels que Method Man ou Ghostface Killah, plus ou moins tous affiliés aux Five Percenters. On trouve de très nombreuses références [réf. nécessaire], en particulier sur l'album Wu-Tang Forever[réf. nécessaire].

## Membres
- RZA (prononcer Raiza (du mot razor)) (de son vrai nom Robert Diggs) alias Bartholomé, Prince Rakeem, The Abott, Bobby Digital - né le 5 juillet 1969 dans le quartier de Brownsville, à Brooklyn. Il est considéré comme le leader du groupe. C'est lui qui a produit la quasi-totalité d'Enter the Wu-Tang (36 Chambers) ainsi que la plupart des autres titres du Clan. Il a participé à bon nombre de projets solos des membres du groupe ainsi qu'à la bande-son du film de Quentin Tarantino : Kill Bill. Il est aussi responsable de la production et de la sélection des titres pour la bande-originale de Ghost Dog : La Voie du samouraï, de Jim Jarmusch. Il a aussi participé dans sa quasi totalité à la bande son du manga animé Afro Samurai. De plus, il tient un rôle dans le film Coffee and Cigarettes de Jarmusch. RZA est également réalisateur, scénariste et acteur dans les films L'Homme aux poings de fer et L'Homme aux poings de fer 2.
- Ghostface Killah (de son vrai nom Dennis Coles) alias Ironman, Tony Starks, Sun God. Il est né le 9 mai 1970 à Staten Island (New York). Il a sorti son premier album en 1996 nommé Ironman avec la participation de Raekwon sur beaucoup de morceaux.
- GZA (prononcer Djeuzza) (de son vrai nom Gary Grice) alias The Genius, Justice, The Head, Maximillion. Il est né le 22 août 1966 à Staten Island. Il est le plus âgé du groupe et le plus expérimenté puisqu'il a commencé à rapper en 1991 avec un premier album Words From Genius. Il est le seul à avoir sorti un album solo avant le premier album du groupe. Il a depuis sorti quatre albums solo, (Liquid Swords, Beneath the Surface, Legend of the Liquid Sword et Pro Tools) dans la continuité des premiers albums du Wu, et une collaboration avec DJ Muggs, le DJ de Cypress Hill, que certains fans de la première heure ont décrié.
- Method Man (de son vrai nom Clifford Smith) alias Mr Meth, Johnny Blaze, Ticallion Stallion, Tical, Red One, Upsilon Night, Methtical (Meth-tical), MZA, Iron Lung, Hot Nickels, Shakwon. Il est né le 2 mars 1971 à Hempstead, Long Island. Il est le premier à se lancer dans une carrière solo après l'éclosion du groupe. Plusieurs de ses albums seront disques de platine et son duo avec Mary J. Blige I'll Be There For You/You're All I Need est un succès commercial. Il fait des apparitions au cinéma avec Redman, notamment dans le film How High. On peut également le voir dans des séries TV (dans un des « New York », plusieurs épisodes de C.S.I. Miami notamment, en tant que gestionnaire de boite de nuit).
- Ol' Dirty Bastard (de son vrai nom Russell Jones) alias Joe Bananas, Dirt Dog, Dirt McGirt (sous le label Def Jam), ODB, Osirius. Il est né le 15 novembre 1968 à Brooklyn (New York). ODB décède le 13 novembre 2004 d'un infarctus du myocarde, dans un studio d'enregistrement à New York.
- Raekwon (de son vrai nom Corey Woods) alias The Chief, Ice Water Inc, Lou Diamonds, Lex Diamonds. Il est né le 12 janvier 1970 à Park Hills, Staten Island (New York). Son premier album Only Built 4 Cuban Linx…, où Ghostface Killah apparaît sur la plupart des morceaux, est considéré comme un classique du rap new yorkais et plus généralement du hip-hop. Viendront ensuite Immobilarity, The Lex Diamond Story et Only Built 4 Cuban Linx… Pt. II.
- Masta Killa (de son vrai nom Eglin Turner) alias High Chief, Noodles. Il est né le 18 août 1969 à New York. Il a sorti un premier album nommé No said date en 2004 suivi deux ans plus tard par Made in Brooklyn.
- Inspectah Deck (de son vrai nom Jason Hunter) alias Rebel INS, Fifth Brother, Rollie Fingers. Il est né le 6 juillet 1970 dans le Bronx (New York). Il a sorti un album nommé Uncontrolled Substance en 1999.
- U-God (de son vrai nom Lamont Hawkins) alias Golden Arms, Baby U, Lucky Hands, U-GODZILLA. Il est né le 11 octobre 1970 à Staten Island (New York). Il a sorti un album nommé Mr. Xcitement en 2005.
- Cappadonna (de son vrai nom Daryl Hill) alias Cappachino. Il est né le 18 septembre 1969 à Staten Island (New York). il est notamment reconnu pour avoir appris à rapper à Inspectah Deck et à U-God. Il est incarcéré au début des années 1990 et n'est pas inclus dans la formation du Wu-Tang Clan. Il n'apparaît donc pas sur le premier album du groupe Enter the Wu-Tang (36 Chambers). Il est considéré comme un membre officiel du Wu Tang Clan depuis l'album 8 Diagrams.
- Mathematics (en) (de son vrai nom Ronald Maurice Bean) né le 21 octobre 1971 à New York. Il est l'un des producteurs attitré du collectif avec RZA. Il est notamment connu pour avoir produit sur des albums solo des membres du groupe comme Supreme Clientele de Ghostface Killah. Il est aussi le designer du logo, qu'il a conçu grâce à ses talents de graffeur. Ce logo, inspiré du kung-fu et du cinéma asiatique, représente le pouvoir, l'unité et la force du collectif[62].

## Discographie

### Albums studio
- 1993 : Enter the Wu-Tang (36 Chambers)
- 1997 : Wu-Tang Forever
- 2000 : The W
- 2001 : Iron Flag
- 2007 : 8 Diagrams
- 2014 : A Better Tomorrow
- 2017 : The Saga Continues

### Compilations
- 1998 : The Swarm (album) (en)
- 1999 : Wu-Chronicles (en)
- 2001 : Wu-Chronicles, Chapter 2 (en)
- 2002 : The Sting (en)
- 2003 : Wu-Tang Collective
- 2004 : Disciples of the 36 Chambers: Chapter 1
- 2004 : Legend of the Wu-Tang Clan
- 2005 : Wu-Tang Meets the Indie Culture
- 2007 : Wu-Tang Clan & Friends Unreleased (en)
- 2008 : Return of the Swarm
- 2008 : Soundtracks from the Shaolin Temple (en)
- 2009 : Wu-Tang Chamber Music (en)
- 2009 : Wu-Tang Meets the Indie Culture Vol. 2: Enter the Dubstep
- 2010 : Wu-Tang vs The Beatles: Enter the Magical Mystery Chambers
- 2011 : Wu-Tang vs Jimi Hendrix: Killa Beez Experience
- 2011 : WUGAZI - 13 Chambers (Wu-Tang x Fugazi)[63]
- 2011 : Legendary Weapons (en)
- 2012 : Wu-Block (album de Ghostface Killah et Sheek Louch)
- 2017 : The Saga Continues

## Vidéographie
- 2004 : Wu-Tang Clan - Disciples of the 36 Chambers: Chapter 2 (live à San Bernardino, en Californie, le 17 juillet 2004)
- depuis 2019 : Wu-Tang: An American Saga (série TV)

#### Bases de données et dictionnaires
- (en) Site officiel
- Ressources relatives à la musique :   - AllMusic
  - Bandcamp
  - Billboard
  - Discogs
  - Last.fm
  - Munzinger Pop
  - MusicBrainz
  - Muziekweb
  - Rate Your Music
  - Rolling Stone
  - Songkick
  - SoundCloud
- Ressource relative aux beaux-arts :   - Museum of Modern Art
- Ressource relative à plusieurs domaines :   - Radio France
- Ressource relative à l'audiovisuel :   - IMDb
- Notices dans des dictionnaires ou encyclopédies généralistes :   - Britannica
  - Den Store Danske Encyklopædi
  - Store norske leksikon
- Notices d'autorité :   - VIAF
  - ISNI
  - BnF (données)
  - IdRef
  - LCCN
  - GND
  - Israël
  - Australie
  - Norvège
  - Tchéquie
  - WorldCat